# 트리니다드 토바고 달러
달러(영어: dollar)는 트리니다드 토바고의 통화로 1 달러는 100 센트(cents)로 나뉜다. 트리니다드 토바고는 1964년에 영국령 서인도 제도 달러를 트리니다드 토바고 달러로 대체하는 화폐 개혁을 시행했으며 교환 비율은 1:1이었다. 1, 5, 10, 25, 50 센트 동전과 1, 5, 10, 20, 100 달러 지폐가 통용된다.

## 같이 보기
- 트리니다드 토바고의 경제